# سیارک ۲۵۹۶۲
سیارک ۲۵۹۶۲ (به انگلیسی: 25962 Yifanli، نامگذاری:2001FF26)۲۵۹۶۲مین سیارک کشف شده‌است که در ۱۸ مارس ۲۰۰۱ کشف شد.